# 麦角アルカロイド
麦角アルカロイド（ばっかくアルカロイド、英: ergot alkaloid）は、麦角菌やソライロアサガオ、ハワイアン・ベービー・ウッドローズ等に含まれる、人体に毒性を示す成分である。1960年代から薬理の研究が進み、2000年代にも中毒の話題や、妊娠中、この成分と菌に汚染された麦類を食べることに言及がある。有機物として、他の医薬品を生産するため利用してもいる。あるいはカベルゴリンなど誘導体が知られ、パーキンソン病治療薬ほかに展開できるかどうか研究が進む。

## 概要
様々な毒性を示し、歴史上、麦角中毒（Ergotism（英語））と呼ばれる食中毒症状、向精神作用を示唆する事例をヨーロッパなどでしばしば引き起こしてきた（魔女狩り、イソベル・ガウディーほか）。
獣医学では子牛の脚が部分的に壊死し、関与が疑われた例がある。ベナクチジンにはイヌの中毒例が報告されている。

### FDAの判断
このアルカロイドの一種であるベナクチジン（Benactyzine）（英語）は緩和薬として市販薬に調合された。だがアメリカ食品医薬品局はベナクチジンの効果を疑問視して、国内の小売り市場からこれを含む商品を撤去させた。

## 血管の収縮
日本国内にはかねてから血管収縮作用の研究があった。麦角アルカロイドが作用する脳内の部位の特定（リスリドとして）、またオキシトシンと比較し、分娩時の止血への応用が検討された。

## 誘導体
麦角アルカロイドの誘導体であるリスリド（Lisuride（英語））、同じく誘導体のカベルゴリンが研究された。
天然の有機化合物を討論する場では、麦角アルカロイド全般の合成研究からエルゴリン骨格に注目された。薬学界も1980年代には既に議論がある。
1990年代に天然有機化合物として期待されカノクラビン量産の検討が進んだ（Chanoclavine-I（英語）の場合、アゼピノインドール型クラビシピチン酸の合成の場合）。

### 注
1. ↑  副反応に口の渇き、吐き気[17]、大量摂取によって幻覚様反応を起こすとされる[17][18]。